# Mannheim
Mannheim is een Duitse Stadtkreis in de deelstaat Baden-Württemberg, gelegen aan de samenvloeiing van Rijn en Neckar. Op 31 december 2020 telde de stad 309.721 inwoners op een oppervlakte van 144,96 km². De stad vormt het centrum van de Rhein-Neckar-Dreieck, een stedelijk gebied van zo'n 2,4 miljoen inwoners, waartoe onder meer ook de stad Ludwigshafen am Rhein, die tegenover Mannheim aan de Rijn ligt, behoort.
De stad wordt ook wel Quadratestadt genoemd. Deze bijnaam is te danken aan de aanleg van de binnenstad volgens een schaakbordpatroon, waarbij de huizenblokken, de zogenaamde Quadrate, genummerd zijn volgens een bepaald systeem. Straatnamen komen in de binnenstad bijna niet voor.
Een andere bijnaam voor Mannheim is Schiller-stad, naar de toneelschrijver Friedrich Schiller, die in Mannheim doorbrak.

## Geschiedenis
Mannheim wordt voor het eerst in 766 vermeld, maar blijft eeuwenlang een onbeduidend vissersplaatsje in de Palts, een vorstendom aan de Rijn.

### Stichting en verwoestingen
Ter vervanging van dat plaatsje legt Keurvorst Frederik IV in 1606 de eerste steen voor de vesting Friedrichsburg, bestaande uit een citadel en een stad waarvan de straten volgens een schaakbordpatroon worden aangelegd. In 1607 worden stadsrechten verleend.
In de Dertigjarige Oorlog (1618-1648) wordt de nieuwe plaats echter volledig verwoest. Keurvorst Karel Lodewijk, die in 1649 aantreedt, bouwt de vesting weer op, en wordt daarom als de tweede stichter van Mannheim beschouwd. In 1689 wordt de stad opnieuw volledig vernietigd, ditmaal door de Fransen, maar keurvorst Johan Willem besluit in 1698 tot wederopbouw.
Keurvorst Karel Filips verlegt in 1720 zijn residentie van Heidelberg naar Mannheim als gevolg van een godsdiensttwist. De bouw van het slot in Mannheim begint in hetzelfde jaar.
Een grote bloeiperiode kent Mannheim onder keurvorst Karel Theodoor, die vanaf 1743 regeert. Hij stimuleert vooral de kunsten en wetenschappen. Het hoforkest wordt al gauw gezien als het beste van Europa, en de Mannheimer Schule heeft veel invloed op de muziekgeschiedenis.
In 1778 wordt de residentie overgebracht naar München, zodat Mannheim zijn politieke betekenis verliest. Desondanks opent in 1779 het Nationaltheater zijn deuren. Deze schouwburg is vooral bekend geworden door de eerste opvoering van Die Räuber van Friedrich Schiller.
In 1795 wordt de stad wederom beschadigd in de napoleontische oorlogen.

### Vanaf de negentiende eeuw
In 1803 vervalt Mannheim aan Baden. In 1811 wordt de huidige nummering van de Quadrate ingevoerd. Een gebeurtenis van nationaal belang is de moord op toneelschrijver en Russische staatsraad August von Kotzebue, die leidt tot repressieve maatregelen tegen nationalistische en liberale bewegingen. Ook in de Maartrevolutie van 1848 speelt Mannheim een belangrijke rol.
In de negentiende eeuw neemt Mannheim als industriestad een hoge vlucht. Havens en spoorlijnen worden aangelegd. Karl von Drais vindt in 1817 de draisine uit, een loopmachine die als voorloper van de fiets beschouwd wordt. In 1859 wordt de industriestad Ludwigshafen am Rhein aan de overzijde van de Rijn gesticht. In Mannheim ontwikkelt Carl Benz in 1885 de eerste auto. In Mannheim wordt op 17 oktober 1868 een verdrag gesloten inzake de vrijheid van scheepvaart op de Rijn, de zogenaamde Herziene Rijnvaartakte.
Tijdens het nationaalsocialisme, van 1933 tot 1945, komen 16.000 mensen om door vervolging of oorlogshandelingen. Onder hen zijn 2240 Joden. In de Tweede Wereldoorlog wordt de stad zwaar gebombardeerd. In 1967 wordt de hogeschool voor economie verheven tot universiteit. In 2003 wordt de eerste Duitse popacademie opgericht.
In 2007 werd het vierhonderdjarig bestaan van de stad gevierd.

## Inwoners
Mannheim groeide snel na de vestiging van de keurvorst in 1720. De stad had in 1766 al ruim 24.000 inwoners, in 1871 bijna 40.000. Het inwonertal overschreed in 1896 de grens van 100.000, in 1905 had de stad al meer dan 160.000 inwoners. In 1970 bereikte het inwonertal met zo'n 333.000 zijn hoogste stand. In maart 2005 bedroeg het inwoneraantal 307.583 (tweede woonplaats niet meegerekend). Eind 2020 werden 309.721 inwoners geteld.

## Kunst en cultuur

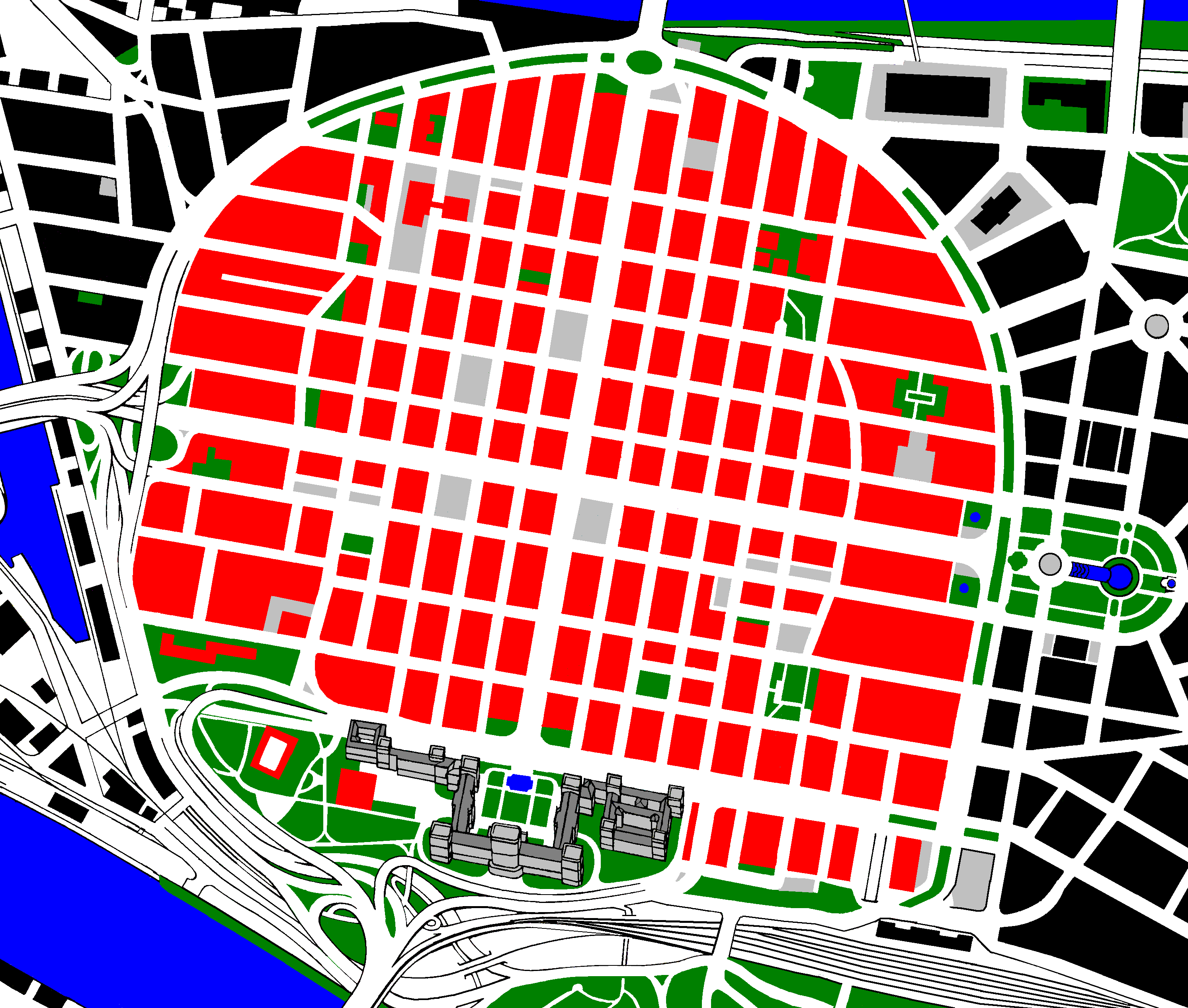
Binnenstad van de Quadratestad Mannheim

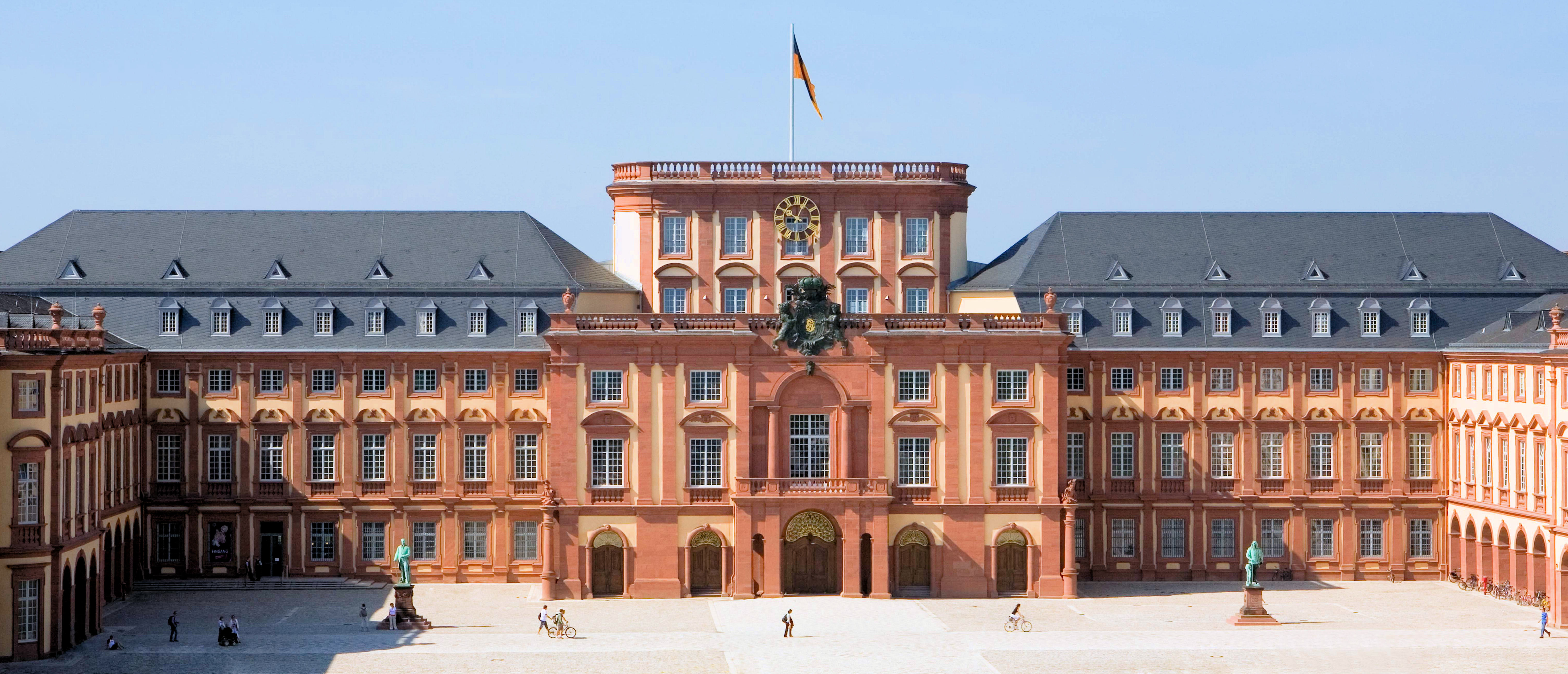
Schloss van Mannheim

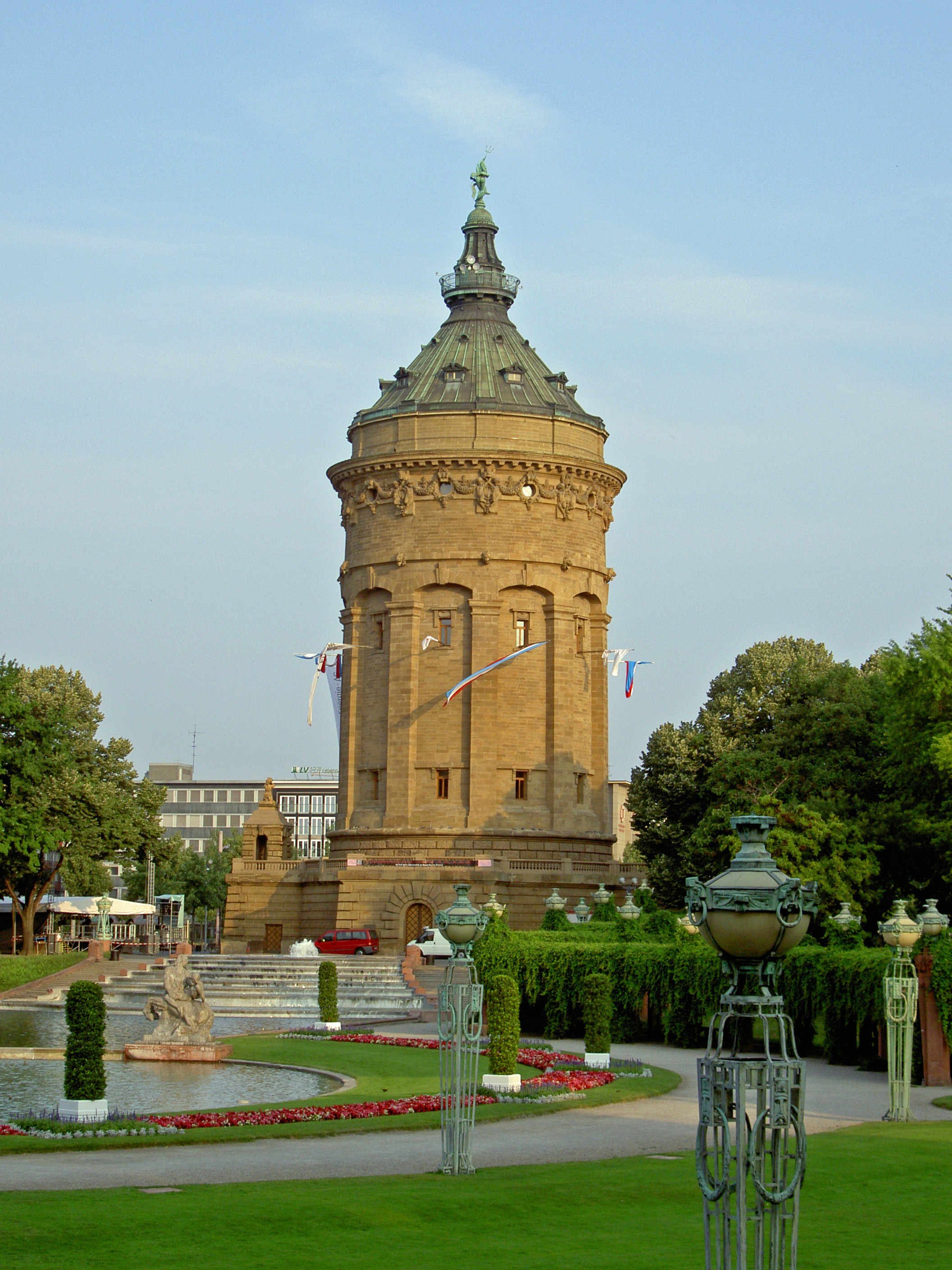
Wasserturm

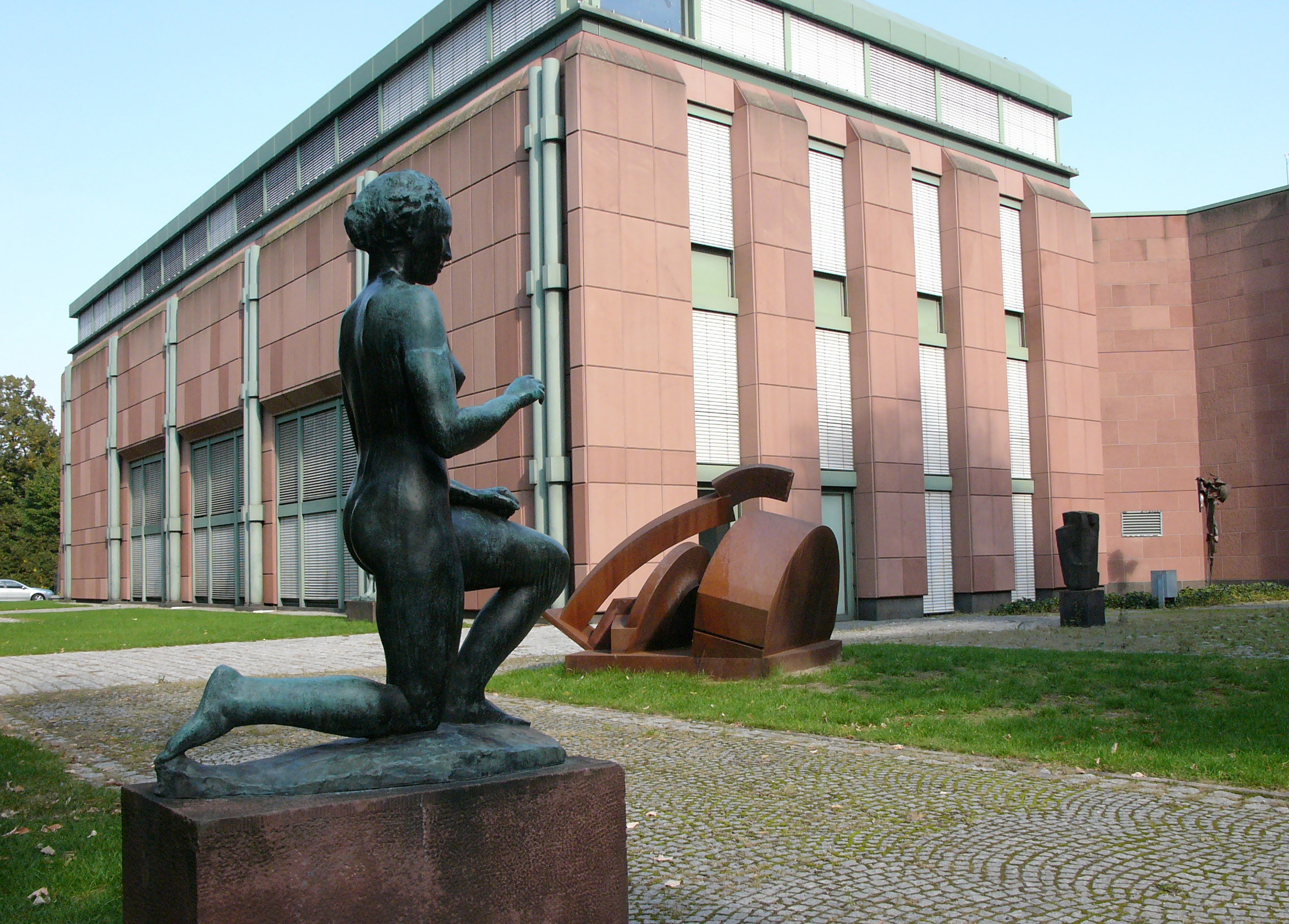
Kunsthalle Mannheim

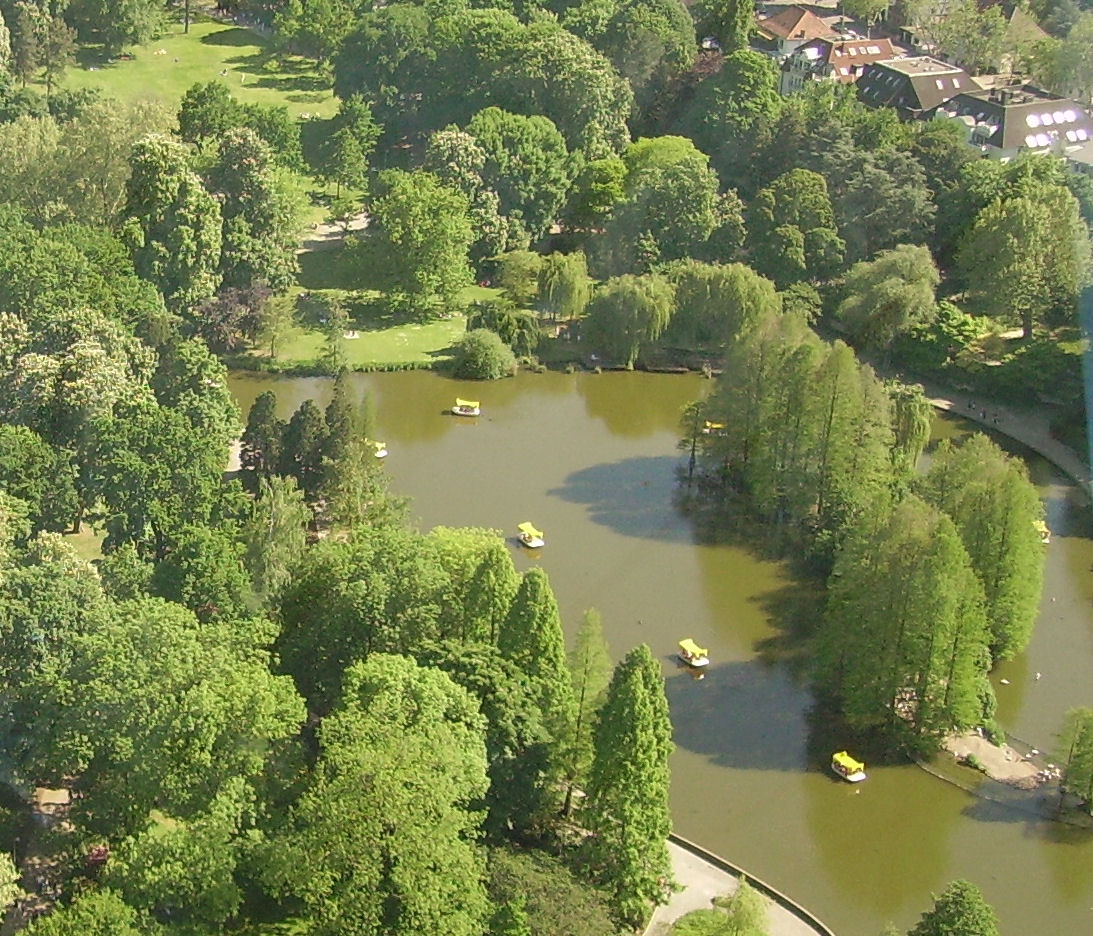
Gondoletta van Luisenpark

### Bezienswaardigheden
Mannheim biedt een bijzonder stadsbeeld. De straten van de binnenstad zijn volgens een schaakbordpatroon aangelegd, de zogenaamde Quadrate. De historische bebouwing is grotendeels verloren gegaan. De oudste bebouwing dateert van na de wederopbouw vanaf 1698. De binnenstad wordt doorsneden door een noord-zuidas, de Kurpfalzstraße (die in de volksmond nog met de oude naam "Breite Straße" wordt genoemd), die haaks op het slot staat, en door een oost-westas, de Planken, die de voornaamste winkelstraat is. Op het kruispunt van deze twee straten bevindt zich de Paradeplatz, het centrale plein van Mannheim. In het oosten komt de Planken uit bij de watertoren, het voornaamste symbool van de stad.
Een uniek aspect van de Quadrate is dat de meeste straten geen naam hebben. In plaats daarvan heeft ieder blok een letter en een nummer. Ten westen van de Kurpfalzstraße wordt van zuid naar noord de lettering A t/m K (de J wordt overgeslagen), en ten oosten van L t/m U gebruikt. De cijfers gaan vanuit de Kurpfalzstraße richting oost en west oplopend.

#### Gebouwen
- Het ensemble van Oude Raadhuis en Sint-Sebastiaanskerk in F1, waarvoor de eerste steen in 1700 werd gelegd. De opzet van het symmetrische dubbelcomplex met de fraaie toren in het midden is typisch voor verschillende bouwwerken in Mannheim geweest.
- De Konkordienkirche in R2 uit 1706-1717, met een 92 meter hoge toren die pas in 1893 werd voltooid.
- Het barokke slot, een van de grootste van Duitsland. Het werd van 1720 tot 1760 gebouwd naar ontwerp van Louis Remy de La Fosse. Na de verwoestingen in de Tweede Wereldoorlog werden de buitenmuren hersteld; van het interieur werden slechts enkele zalen gereconstrueerd. Het slot wordt aan alle kanten door drukke verkeersaders omgeven; het slotpark is vrijwel geheel opgeofferd aan wegen en spoorlijnen.
- De barokke Jezuïetenkerk in A4, gebouwd van 1733 tot 1760 naar ontwerp van Alessandro Galli da Bibiena. Deze kerk, de belangrijkste barokkerk in Zuidwest-Duitsland, was vroeger via een galerij verbonden met het slot en deed tevens dienst als hofkerk. Het interieur is na de oorlog zo veel mogelijk gereconstrueerd.
- De 33 meter hoge sterrenwacht uit 1772-1774 achter de Jezuïetenkerk. Hier werkte de astronoom Christian Mayer, die in 1776 verschillende dubbelsterren ontdekte.
- Het Zeughaus (wapenarsenaal) in Quadrat C5, gebouwd in 1777-1779 door Pieter Antoon Verschaffelt in classicistische stijl. Thans is hier het historische deel van de Reiss-Engelhorn-Musea ondergebracht.
- De 60 meter hoge neobarokke watertoren uit 1889, ontworpen door Gustav Halmhuber. Het pompeuze bouwwerk is tegenwoordig het bekendste symbool van Mannheim. Het staat in het centrum van een parkachtige aanleg in Jugendstil, de Friedrichsplatz, waaraan ook het concert- en congresgebouw Rosengarten en de Kunsthalle Mannheim opvallen. Naar het oosten gaat de Friedrichsplatz over in de Augustaanlage, een brede boulevard van rond 1900.
- De Christuskirche uit 1907-1911 in Oststadt in neobarokke stijl.
- Het raadhuis uit 1937-1941 in E5, in de classicistische stijl van het Nationaalsocialisme gebouwd naar plannen van Josef Zizler en Adolf Abel.
- De Trinitatiskirche in G4, gebouwd in 1956-1959 naar ontwerp van Helmut Striffler op de plaats van een verwoeste kerk.
- De Fernmeldeturm, een soort Euromast van 207 meter hoog, dateert uit 1975.

#### Musea
- Reiss-Engelhorn-Musea, meerdere musea met gevarieerde verzamelingen van kunst, stadsgeschiedenis, theater- en muziekgeschiedenis, archeologie, natuur- en volkenkunde.
- Kunsthalle Mannheim, kunst van de late negentiende eeuw tot heden.
- Mannheimer Kunstverein, tentoonstellingen van hedendaagse kunst.
- Landesmuseum für Technik und Arbeit, overzicht van techniek en industrie in Zuidwest-Duitsland vanaf de negentiende eeuw.
- Planetarium

#### Parken en monumenten
- Het Luisenpark, aangelegd in 1892-1894, behoort tot de fraaiste parken in Europa.
- Op de Paradeplatz O1 staan de fraaie Grupello-brunnen uit 1711; op het marktplein G1 een barokke gebeeldhouwde fontein uit 1719.
- Standbeeld van Schiller uit 1862 in B3.
- Vredesengel uit 1952 in E6.
- Holocaust-monument uit 2003 op de Planken bij P2.

#### Kunst in de openbare ruimte
- Beeldenpark van de Kunsthalle Mannheim
- Skulpturenmeile Mannheim

### Vakantieroutes
Vakantieroutes in Mannheim: Bertha Benz Memorial Route, Burgenstraße (Casteelroute) en Straße der Demokratie.

### Sport

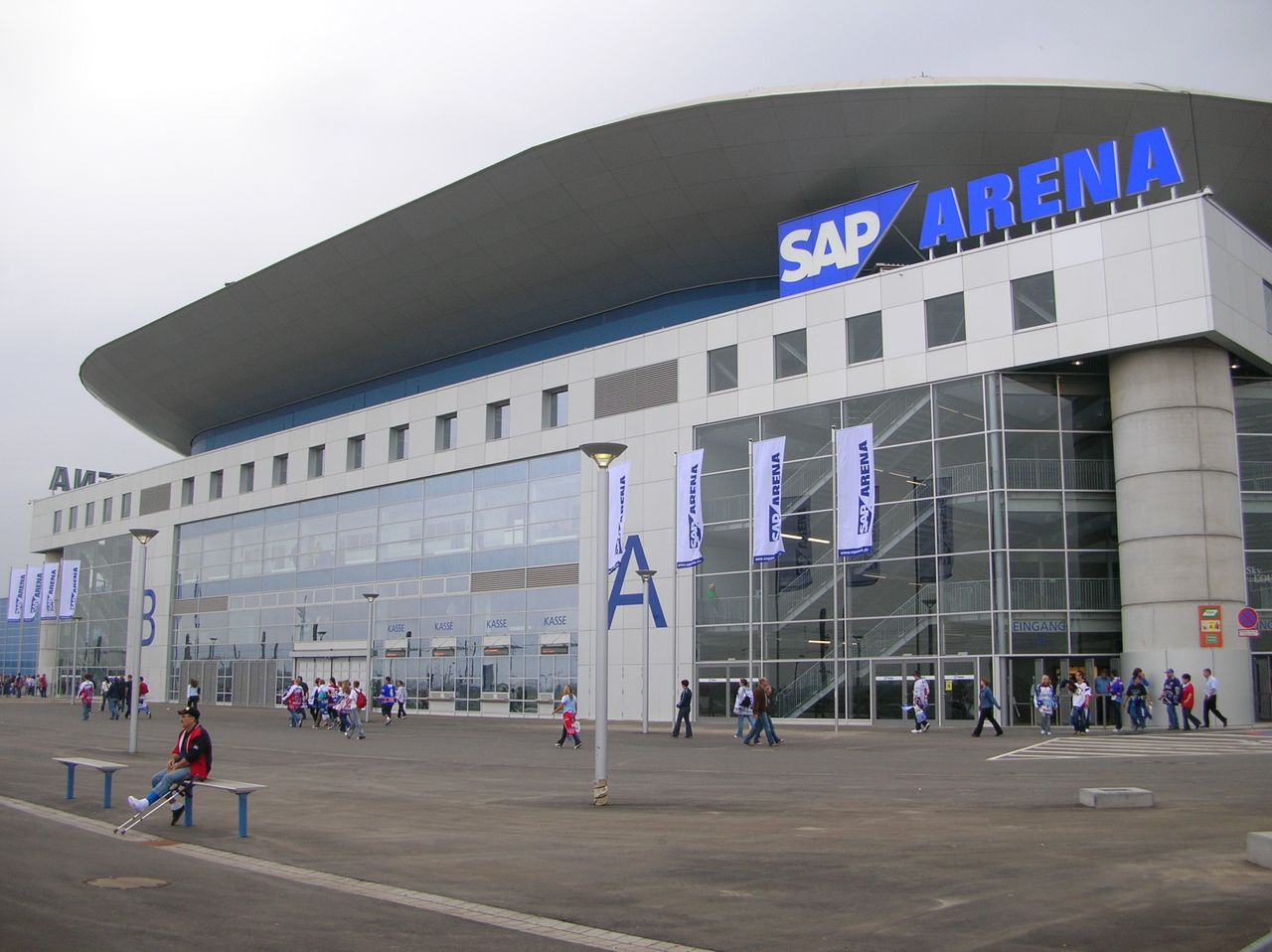
SAP Arena

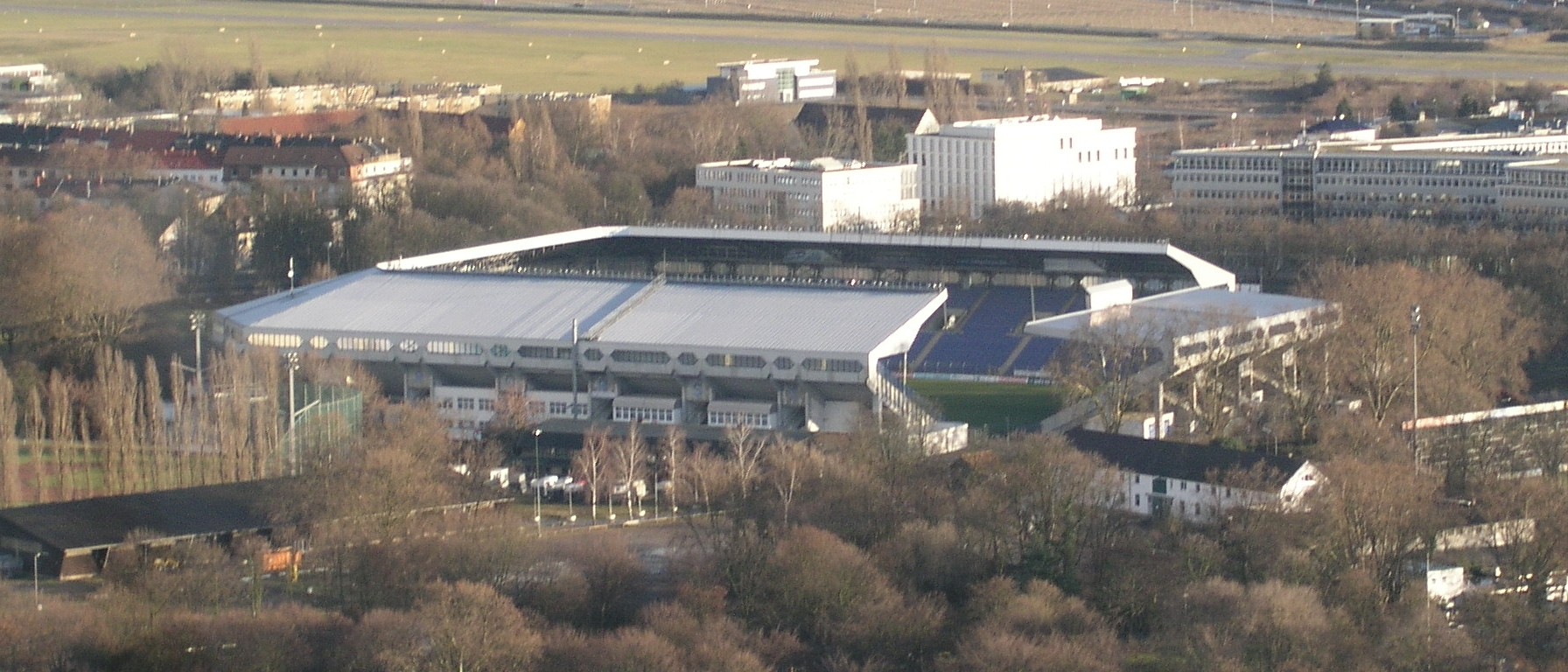
Carl-Benz Stadion: thuishaven van SV Waldhof-Mannheim

De sport met de meeste toeschouwers in Mannheim is ijshockey. Adler Mannheim (voorheen Mannheimer ERC) werd al verschillende malen (1980, 1997–1999, 2001, 2007, 2015, 2019) landskampioen. Thuiswedstrijden worden gespeeld in de SAP Arena. Het stadion wordt gedeeld met de Rhein-Neckar Löwen, die in de handbal-Bundesliga spelen. Grootste succes van deze club was het bereiken van de halve finale van de Champions League in 2009.
In 2005 richtte MTG Mannheim een American Football-afdeling op, de Rhein-Neckar Bandits, die sinds 2012 in de German Football League spelen. Voorheen speelden de Mannheim Redskins ook al in de hoogste klasse en werden in 1981 vicekampioen.
De hoogdagen in het voetbal zijn al lang voorbij, maar vroeger was de stad ook hier succesvol. Reeds in 1896 werd hier een voetbalclub opgericht, Mannheimer FG 1896, een voorloper van VfR Mannheim. Deze club werd in 1949 landskampioen. Stadsrivaal SV Waldhof Mannheim werd geen kampioen maar is in principe wel succesvoller geweest en is de enige club van de stad die ooit in de Bundesliga speelde (7 seizoenen). Tot 2003 speelden beide clubs altijd in de hoogste drie klassen, maar zakten dan weg door financiële problemen. Voor de Tweede Wereldoorlog waren ook Mannheimer FC Phönix en VfL Neckarau actief op het hoogste niveau.
De Deutscher Basketball Bund organiseert om de twee jaar, ter herinnering aan Albert Schweitzer een basketbaltoernooi voor nationale jeugdelftallen, het Albert-Schweitzer-Turnier. Dit toernooi is een van de belangrijkste jeugdtoernooien ter wereld.
Mannheim was speelstad bij het WK ijshockey van 2010.

## Verkeer en vervoer
Mannheim wordt ontsloten door een net van autosnelwegen.
Het station van Mannheim is een spoorwegknooppunt binnen Zuid-Duitsland en het tweede ICE-knooppunt van Duitsland. In de plaats liggen de spoorwegstations Mannheim-Kurpfalzbrücke en Mannheim OEG. Het stads en streekvervoer wordt geëxploiteerd door Rhein-Neckar-Verkehr GmbH.
De Akte van Mannheim, formeel de Herziene Rijnvaartakte, is de akte van een op 17 oktober 1868 te Mannheim gesloten verdrag dat de grondslag vormt voor accijnsvrij vervoer over de Rijn. Vanaf waar die bevaarbaar is tot de zee. Naar verluidt vormt het verdrag een van de bronnen van de West-Europese welvaart.

## Stedenband
- Windsor (Canada), sinds april 1980[5][6].
- Chisinau (Moldavië)

## Geboren
- Hermanus Clignet (1657-1721), postmeester in Utrecht
- Francesco Cetti (1726-1778), priester, natuuronderzoeker en wiskundige
- Wilhelm Max Wundt (1832-1920), filosoof, fysioloog, psycholoog en psychiater
- Rudolf Ahorn (1890-1914), voetballer
- August Hirt (1898-1945), Nazi-anatomist en -misdadiger
- Albert Speer (1905-1981), architect en nazikopstuk
- Alice Dorell (1907-1942), cabaretière en actrice
- Lore Durlacher (1911-1991), verpleegster en verzetsstrijder
- Hans Filbinger (1913-2007), jurist en politicus
- Heinz Haber (1913-1990) natuurkundige, ruimtevaartmedicus, schrijver en televisiepresentator
- Curtis W. Casewit (1922-2002), schrijver
- Jürgen Tschan (1947), wielrenner
- Gernot Rohr (1953), voetballer en voetbaltrainer
- Thomas Schaaf (1961), voetballer en voetbaltrainer
- Steffi Graf (1969), tennisster
- Xavier Naidoo (1971), zanger
- Christian Wörns (1972), voetballer
- Ümit Davala (1973), voetballer en trainer
- Fanny Rinne (1980), hockeyster
- Hakan Çalhanoğlu (1994), Duits-Turks voetballer
- Paulina Krumbiegel (2000), voetbalster